# (2098) Zyskin
(2098) Zyskin es un asteroide perteneciente al cinturón de asteroides, descubierto el 18 de agosto de 1972 por la astrónoma ucraniana Liudmila Zhuravliova desde el Observatorio Astrofísico de Crimea (República de Crimea).

## Designación y nombre
Designado provisionalmente como 1972 QE. Fue nombrado Zyskin en honor al cirujano ruso Lev Yúrievich Zyskin.